# Líder d'opinió
Un líder d'opinió és una persona o organització que té la capacitat d'exercir influència sobre les actituds o la conducta d'altres individus. Deriva de l'expressió anglesa “opinion leader” o “opinion leadership” i el seu estudi i caracterització va de la mà amb els estudis en sociologia i mercadotècnia. Prové del concepte sorgit de la teoria de la comunicació proposat pel sociòleg americà Paul Lazarsfeld i Elihu Katz als anys 1950. Paul va posar èmfasi en els efectes que tenien els mitjans de comunicació sobre els individus en diferents escrits seus. En els països lusòfons es parla de “formatador d'opinió”, mentre que als llatinoamericans es prefereix el terme “influenciador”. Als països francòfons s'acostuma a parlar de “relleu d'opinió”, mentre que Itàlia reprèn el concep anglès “leader di opinione” (o líder d'opinió). Potser de totes les expressions la més explicativa l'aporta el portuguès: formatador d'opinió.
Alguns desenvolupadors significatius de la teoria han estat Robert K. Merton, C. Wright Mills i Bernard Berelson.

## Història
Ja a l'antic Egipte existien els jeroglífics: lideratge (seshemet), a el líder (seshemu) i a l'seguidor (Shemsu). Bé que el concepte no existís, es pot apreciar, a través de les antigues civilitzacions, que persones, van tenir de paper, que en l'actualitat atribuïm als líders d'opinió. A la Xina, Confuci (551-479 a. C.) deia que «Si el príncep és virtuós, els súbdits imitaran el seu exemple». En el Majabharata (text èpic-religiós hinduista de segle iii aC), el rei Krisna afirma: «Qualsevol cosa que faci un líder, això i només això imitarà la gent comuna». A l'antiga Grècia, filòsofs com Plató (437-347 a. C.) analitzaven les maneres de govern i transmetien els seus ensenyaments en acadèmies i àgores. Creadors de mites i religions van exercir la seva influència en el pensar dels seus contemporanis.
A la fi de segle xix i principis de l'XX -amb l'aparició dels mitjans de comunicació de masses- el líder d'opinió va obtenir tota la seva rellevància. L'aparició de la publicitat comercial i del màrqueting polític, crea per part dels comitès de relacions públiques, una recerca d'associació amb aquestes persones anomenades. Creen opinions, les confirmen, les refuten, col·laboren activament en la seva difusió o en el seu fre.

## Tipus
Robert K. Merton distingeix dos tipus de lideratge: monomorf i polimòrfic. Normalment, el lideratge d'opinió és considerat com una mesura monomorfa, específica del domini de les diferències individuals, és a dir, una persona que és líder d'opinió en un camp pot ser seguidora d'un altre camp. Un exemple d'un líder d'opinió monomorfa en el camp de la tecnologia informàtica pot ser un tècnic de serveis informàtics de barri. El tècnic té accés a molta més informació sobre aquest tema que el consumidor mitjà i té els antecedents necessaris per entendre la informació, tot i que la mateixa persona pot ser seguidora en un altre camp (per exemple, esports) i demanar consell a altres persones. En canvi, els líders d'opinió polimòrfics són capaços d'influir sobre d'altres en una àmplia gamma de dominis. Entre les variants del lideratge polimòrfic d'opinió s'inclou el mavenisme del mercat, la força de la personalitat i el lideratge d'opinió. Fins al moment, hi ha poc consens sobre el grau que aquests conceptes funcionin les mateixes o simplement construccions relacionades.

## Característiques
Al seu article "El flux de dos passos de la comunicació", Elihu Katz, els líders d'opinió tenen més influència en les opinions, accions i comportaments de les persones que els mitjans de comunicació. Es considera que els líders d'opinió tenen més influència que els mitjans de comunicació per diverses raons. Els líders d'opinió són considerats de confiança i no tenen intenció. Les persones no senten que se’ls enganya a pensar d'una manera determinada sobre alguna cosa si reben informació d'algú que coneixen. Tanmateix, es pot considerar que els mitjans de comunicació obliguen un concepte a la ciutadania i, per tant, seran menys influents. Si bé els mitjans de comunicació poden actuar com a agent de reforç, els líders d'opinió tenen un paper més canviant o determinant en l'opinió o l'acció d'un individu.

## Factors de lideratge
En el seu article, Elihu Katz respon la pregunta: "Qui és un líder d'opinió?" Un o més d'aquests factors fan que els líders d'opinió siguin destacables:
1. expressió de valors
2. competència professional
3. naturalesa de la seva xarxa social

Els líders d'opinió són individus que obtenen més cobertura mediàtica que d'altres i tenen especialment formació sobre un tema determinat. Busquen l'acceptació d'altres i estan especialment motivats a millorar el seu estatus social. En l'argot de les relacions públiques, se'ls anomena líders del pensament. La investigació també ha trobat que els líders d'opinió solen ser claus de frontera.

## Exemples
En un intent estratègic per implicar el públic en temes mediambientals i el seu ànim de lucre, The Climate Project, Al Gore va utilitzar el concepte dels líders d'opinió. Gore va trobar líders d'opinió reclutant individus que van ser educats en temes mediambientals i es van veure influents en la seva comunitat i entre els seus amics i familiars. A partir d'aquí, va formar als líders d'opinió sobre la informació que volia que difonguessin i els va permetre influir en les seves comunitats. Mitjançant els líders d'opinió, Gore va ser capaç d'educar i influir a molts nord-americans per prendre nota del canvi climàtic i canviar d'acció.
Matthew Nisbet descriu l'ús dels líders d'opinió com a intermediaris entre científics i públic com una manera d'arribar al públic a través d'individus formats que estiguin més estretament relacionats amb les seves comunitats, com ara “professors, líders empresarials, procuradors, responsables polítics, líders de barri, estudiants i professionals dels mitjans de comunicació. " Entre els exemples d'iniciatives que adopten aquest enfocament es troben Ambaixadors de Ciència i Enginyeria, patrocinats per l'Acadèmia Nacional de les Ciències, i Science Booster Clubs, coordinats pel Centre Nacional d'Educació Científica.